# Urduliz (métro de Bilbao)
Urduliz est une station de la ligne 1 du métro de Bilbao. Elle est située au village de Landa sur le territoire de la commune d'Urduliz, dans le Grand Bilbao, province de Biscaye de la communauté autonome du Pays Basque, en Espagne.

## Situation sur le réseau
Établie en surface, la station Urduliz de la ligne 1 du métro de Bilbao est située entre la station Plentzia, terminus nord-ouest, et la station Sopela, en direction du terminus sud-est Etxebarri. Elle se trouve en zone tarifaire 3.

Plan du métro.

## Histoire
La station Urdulizle est mise en service le 11 novembre 1995 lors de l'ouverture à l'exploitation de la première section de la ligne 1 du métro.
Le 2 avril 2015, des travaux sont lancés pour la construction d'une nouvelle station souterraine, incluse dans un tunnel de 543 mètres de longueur. Durant les travaux la station est fermée et un service de bus de substitution est mis en place entre la station de Sopela, terminus provisoire, et les stations fermées d'Urduliz et de Plentzia. Le chantier a une durée prévue de 18 mois. La station est rouverte au trafic le 10 avril 2017.

## Services aux voyageurs

### Accès et accueil
Elle dispose d'une entrée sur la rue Aita Gotzon.

### Desserte
Urduliz est desservie par des rames de la ligne 1 du métro de Bilbao.

Installations
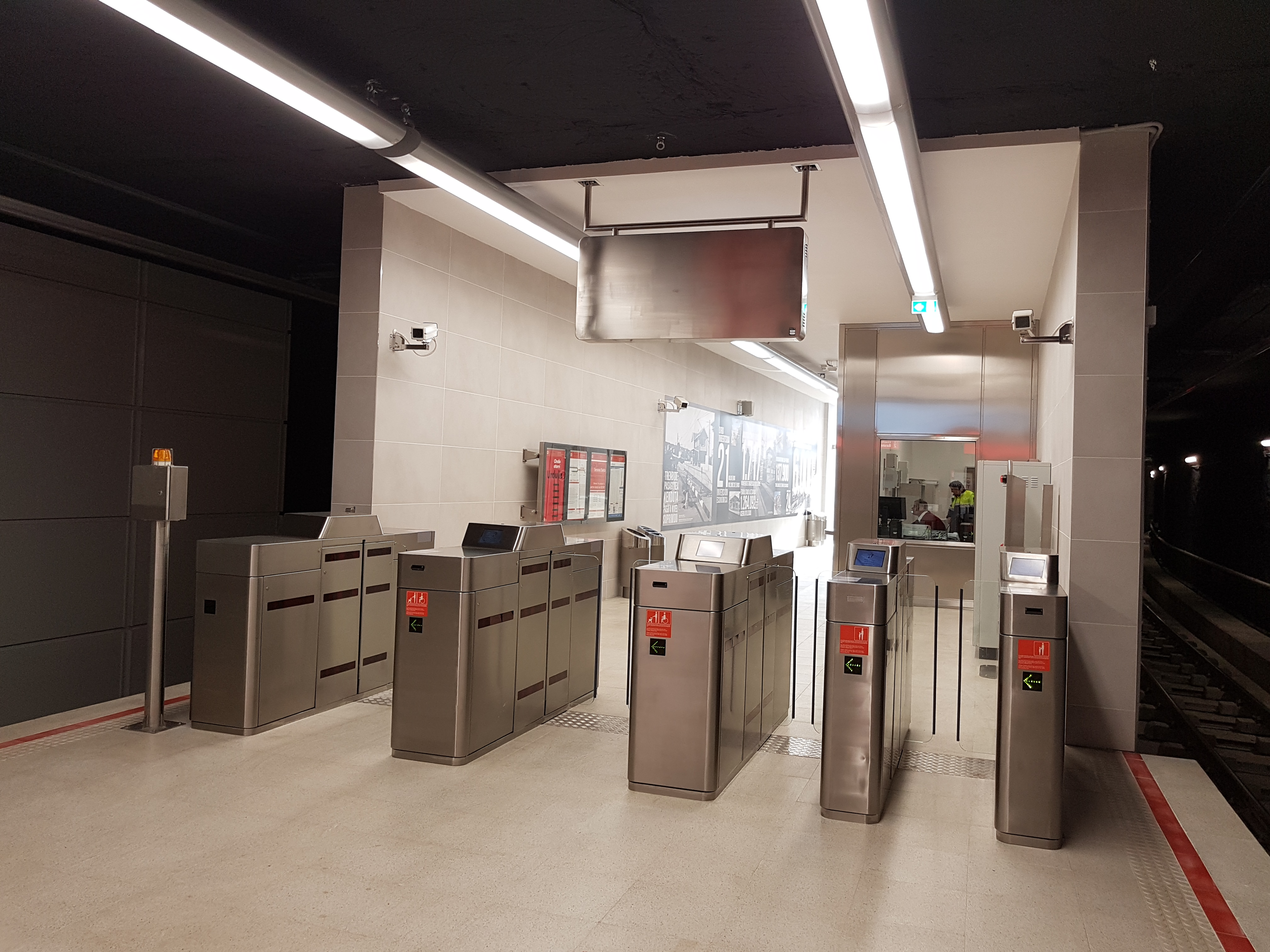
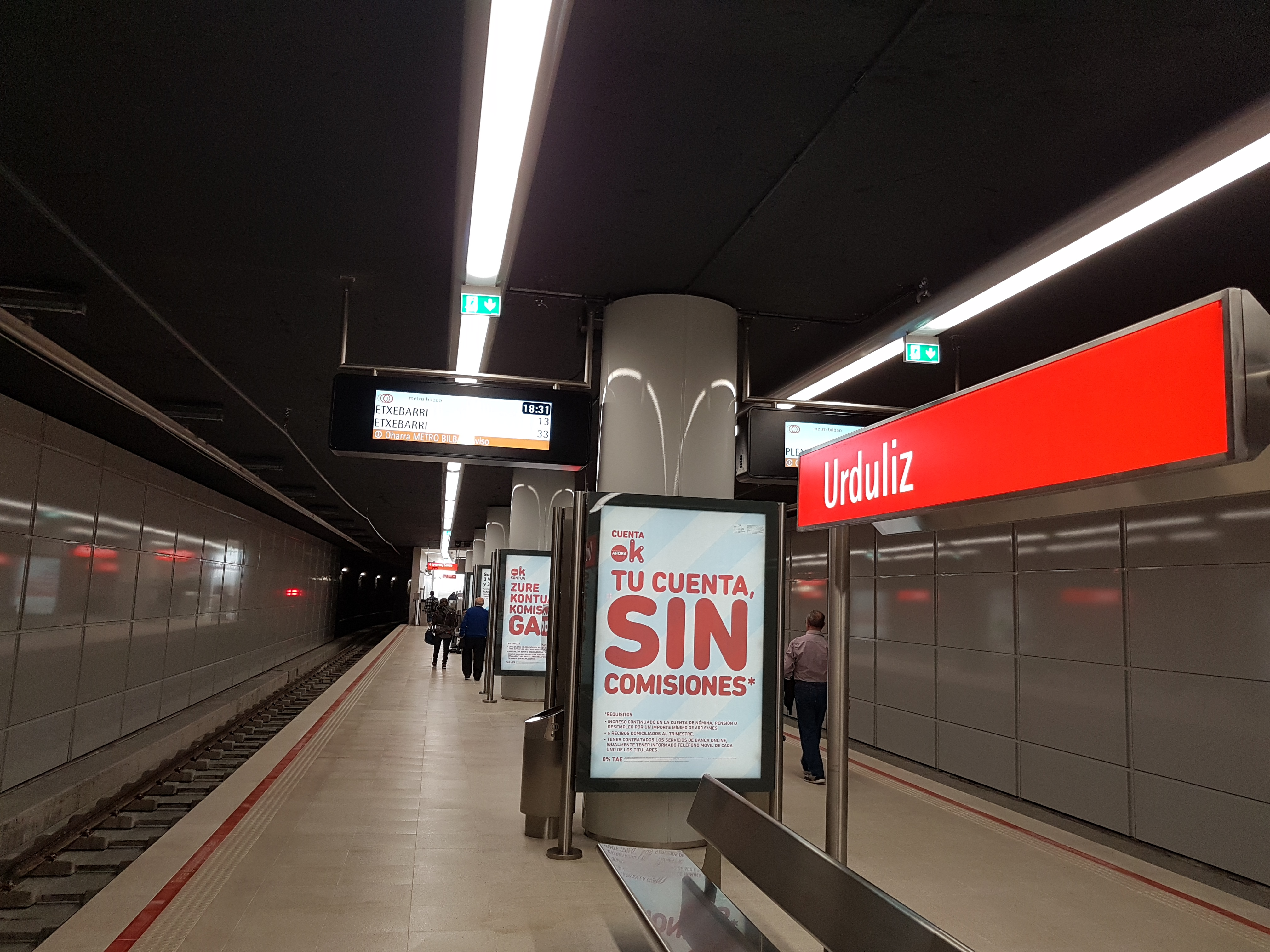
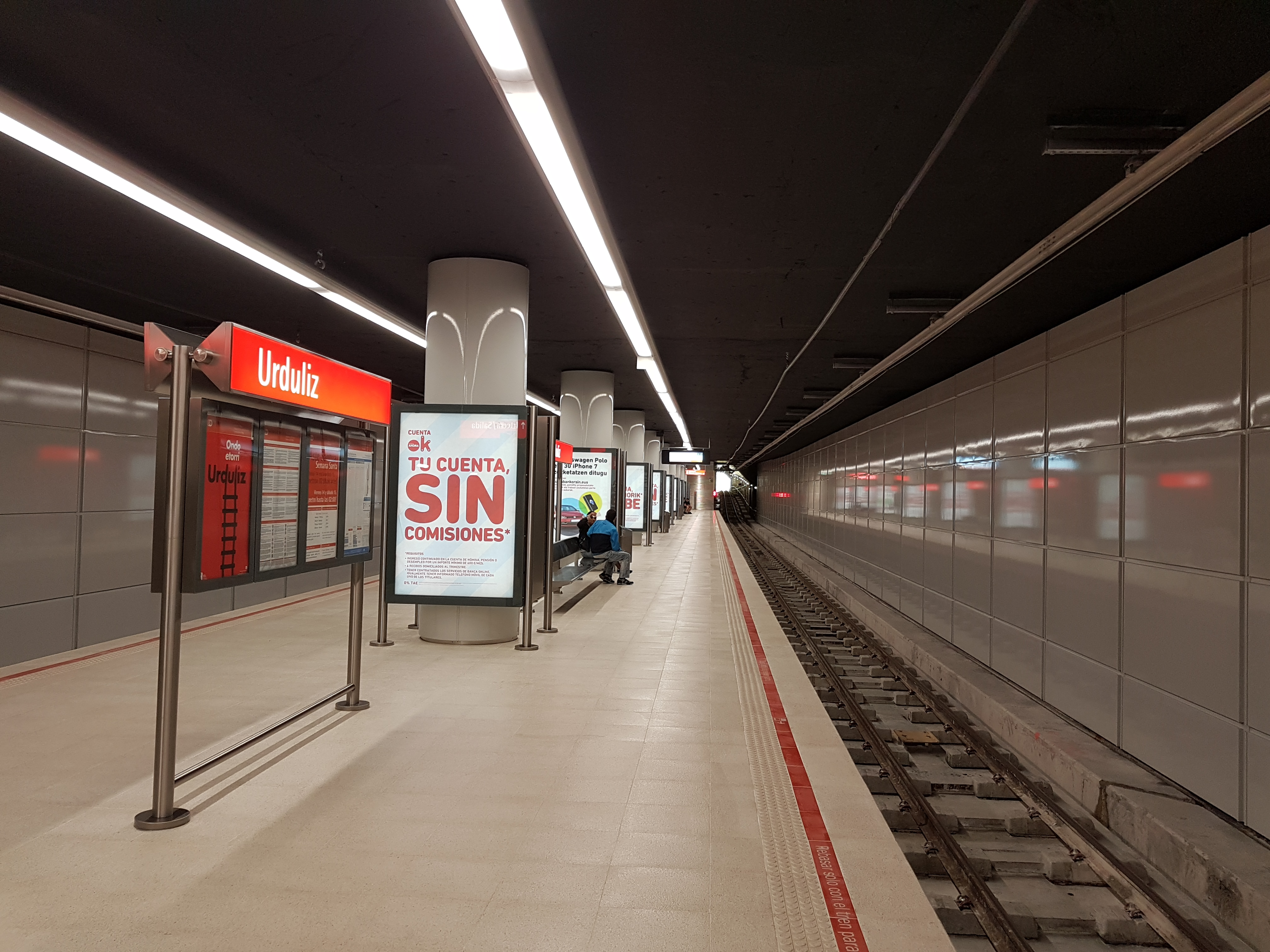

### Intermodalité
Un arrêt de la ligne d'autobus A3431 du réseau Bizkaibus est situé à proximité.